# 張志孝
張志孝（1519年—1567年），字永錫，號龍洲，山東兖州府濟寧州人，明朝政治人物。

## 生平
治《易經》，以國子生考中山東鄉試第七十一名舉人。會試考中第一百八十七名。年三十五歲考中嘉靖三十二年癸丑科第二甲第九名進士。户部观政，授兵部主事，升员外、郎中，起复补兵部武库司郎中，遷职方司，四十三年二月升光禄寺少卿。四十四年十月升太仆寺少卿，十二月升为都察院右佥都御史、巡抚大同。隆慶元年（1567年）十月为御史顧廷對劾奏庸劣不勝重任，被调外任。四年三月降任陕西按察司副使。

## 家族
曾祖張貴；祖張昇；父張淮；嫡母李氏；生母趙氏。慈侍下，妻羅氏，繼妻羅氏；弟志德。
子维桢、维翰、维屏。